# Appel interurbain
En télécommunications, un appel interurbain ou interurbain (en anglais, long-distance call ou trunk call) est un appel téléphonique effectué à un endroit situé en dehors d'une zone d'appel locale définie. Les appels interurbains sont parfois facturés à un prix plus élevé que les appels locaux. Le terme n'est pas nécessairement synonyme d'appels vers un autre indicatif régional ou vers un autre exchange code.
Les appels interurbains sont classés en deux catégories : les appels nationaux qui relient deux points dans le même pays et les appels internationaux qui relient deux points dans différents pays.
Avant l'interurbain automatique (en anglais, direct distance dialing), tous les appels interurbains étaient établis par des opérateurs téléphoniques spéciaux (les téléphoniste à l'interurbain), même dans les centraux où les appels au sein du central étaient composés directement. L'exécution des appels interurbains prenait du temps et était coûteuse car chaque appel était géré par plusieurs opérateurs dans plusieurs villes. La tenue de registres était également complexe, car la durée de chaque appel devait être enregistrée manuellement à des fins de facturation.
Dans certains pays, comme le Canada et les États-Unis, les tarifs interurbains ont toujours été artificiellement élevés pour subventionner les services résidentiels locaux non rentables. La concurrence intense entre les compagnies téléphoniques interurbaines a considérablement réduit les tarifs interurbains dans la plupart des pays développés à la fin du XXe siècle, bien que les appels internationaux vers certains pays sont encore artificiellement élevés.

## Histoire

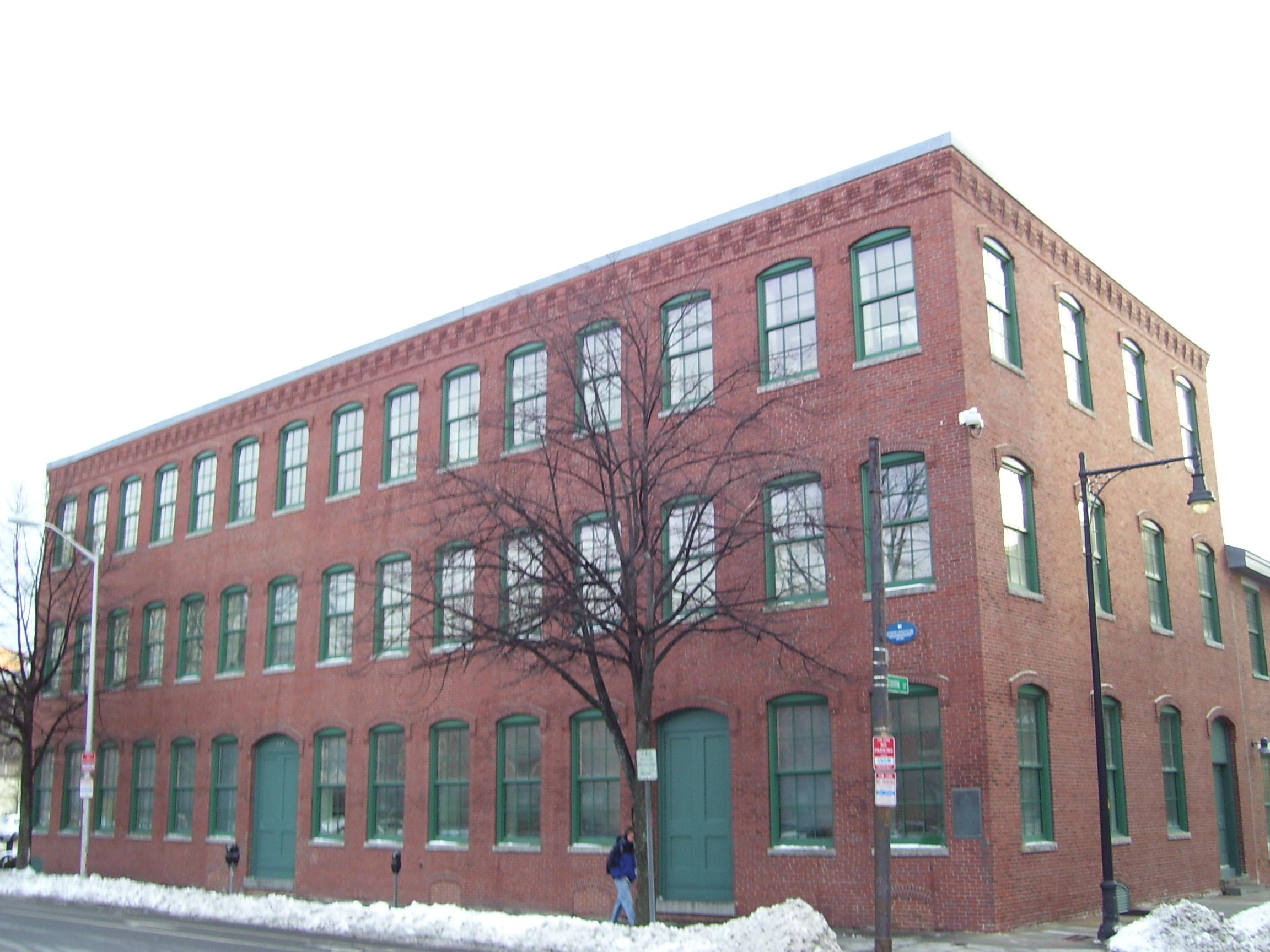
Site d'une extrémité du premier appel téléphonique interurbain aux États-Unis en 1876 à Cambridge, Massachusetts. Un appel téléphonique entre deux villes avait été fait auparavant au Canada par l'inventeur du téléphone, Alexander Graham Bell.

En 1892, AT&T a construit un réseau téléphonique interurbain interconnecté, qui s'étendait de New York à Chicago, la limite technologique pour le câblage non amplifié. Souvent, les gens n'utilisaient pas leur propre téléphone pour de telles connexions, mais prenaient un rendez-vous pour utiliser une cabine téléphonique interurbaine spéciale ou « cabinet silencieux » équipée de téléphones à 4 fils (en) et d'autres techniques de pointe. L'invention des bobines de Pupin a permis à AT&T d'étendre son réseau interurbain jusqu'à Denver en 1911, atteignant à nouveau une limite technologique. Un important projet de recherche a conduit au développement de l'audion - inventé par Lee De Forest et grandement amélioré par d'autres entre 1907 et 1914 - qui permettait d'acheminer les signaux téléphoniques de l'Atlantique au Pacifique. Les communications transcontinentales ont été rendues possibles en 1914, mais n'ont été présentées qu'au début de 1915, comme un élément promotionnel pour l'Exposition universelle de 1915 à San Francisco au printemps de la même année.
Le 25 janvier 1915, Alexander Graham Bell a envoyé le premier appel téléphonique transcontinental du 15, rue Dey à New York. L'appel a été reçu par son ancien assistant Thomas A. Watson au 333 Grant Avenue à San Francisco. Cet appel avait impliqué cinq opérateurs téléphoniques intermédiaires qui avaient mis 23 minutes pour effectuer manuellement les connexions nécessaires à l'appel.
« Le 9 octobre 1876, Alexander Graham Bell et Thomas A. Watson se parlaient au téléphone sur un câble de trois kilomètres qui s'étendait de Cambridge à Boston. C'était la première conversation téléphonique jamais tenue. Hier après-midi, les deux mêmes hommes se sont parlé par téléphone sur un câble de 3 500 milles (5 500 km) entre New York et San Francisco. Le Dr Bell, l'inventeur vétéran du téléphone, était à New York, et M. Watson, son ancien associé, était de l'autre côté du continent. Ils s'entendaient beaucoup plus distinctement qu'ils ne l'avaient fait dans leur première conversation, il y a trente-huit ans. »
- New York Times, 26 janvier 1915
Le premier appel téléphonique transcontinental a eu lieu le 25 janvier 1915 durant les célébrations entourant l'Exposition universelle de 1915. À ce moment, Alexander Graham Bell, à New York, a répété dans un téléphone sa fameuse phrase : « Mr. Watson – Come here – I want to see you » (M. Watson - venez ici - je veux vous voir). Son interlocuteur, qui se trouvait à San Francisco à  3 500 milles (5 500 km) de New York n'était nul autre que Thomas A. Watson, celui qui avait assisté Bell dans ses recherches ayant conduit à l'invention du téléphone. Thomas A. Watson a répondu : « It will take me five days to get there now!" » (Maintenant, il me faudra cinq jours pour y arriver!). Cet appel a officiellement lancé le service transcontinental d'AT & T,,,
Le 10 novembre 1951, le premier appel téléphonique interurbain automatique en Amérique du Nord a été passé du maire M. Leslie Denning d'Englewood (New Jersey) au maire Frank Osborne d'Alameda (Californie) via le système téléphonique d'AT & T. L'appel à dix chiffres (sept chiffres plus un indicatif régional de trois chiffres) a été automatiquement connecté en 18 secondes.
Le premier appel téléphonique interurbain automatique au Royaume-Uni a été effectué le 5 décembre 1958 par Élisabeth II qui a fait un appel de Bristol à Édimbourg.

### Appels internationaux
Dans les années 1950, AT & T aux États-Unis et les différentes compagnies de téléphone en Europe ont donné la priorité à l'automatisation de la commutation sur leur réseau interurbains. Ainsi, lorsque le premier câble transatlantique, le TAT-1, a été mis en service, il a été connecté aux centres de commutation internationaux de White Plains (état de New York) New York et de Londres, qui étaient déjà automatisés pour les appels nationaux. Ces centres avaient été conçues pour pouvoir connecter automatiquement les circuits internationaux vers l'extérieur et vers l'intérieur dès que des normes de signalisation communes (et des considérations politiques) seraient négociées. Toutefois, au départ, pour établir un appel international, plusieurs opérateurs étaient nécessaires : un pour lancer l'appel et un à chaque passerelle nationale.
Les appels interurbains internationaux automatiques ont été offerts pour la première fois en mars 1963. Ces appels reliaient Londres à Paris. Amsterdam a offert cette possibilité à la fin de 1963. Le 30 mars de la même année, les interurbains transatlantiques composés par l'opérateur devenaient possibles alors que l'opérateur international d'origine en Europe occidentale ou aux États-Unis pouvait acheminer un appel à la station terminale sans l'aide d'un opérateur supplémentaire via les commutateurs de White Plains (état de New York) et de Londres. Les appels transpacifiques composés par l'opérateur vers Hawaï, le Japon et l'Australie ont commencé avec l'achèvement du câble Commonwealth Pacific Cable System (en) (COMPAC), également en 1963.
Au milieu de 1968, la capacité des câbles transatlantiques avait augmenté au point où les réservations de plages horaires pour les appels entre l'Europe occidentale, le Royaume-Uni et les États-Unis n'étaient plus nécessaires et les appels étaient terminés sur demande. Les appels transatlantiques automatiques entre New York City (codes régionaux 212, 718 et 914) et Londres (01 STD code) ont été introduits en 1970. Le service fut étendu à l'ensemble des États-Unis et aux 6 plus grandes villes du Royaume-Uni en 1971.

### Appels à frais virés
Différents systèmes ont été conçus pour permettre aux grandes entreprises d'accepter automatiquement les appels à frais virés, où le destinataire paie les frais d'interurbain pour tout appel provenant d'une zone prédéfinie.
Un numéro Zenith à la fin des années 1950 exigeait qu'un opérateur détermine manuellement le numéro de destination à partir d'une liste imprimée. Le Wide Area Telephone Service (WATS) de 1967 a introduit les premiers numéros de téléphone sans frais automatiques, terminés sur des lignes spéciales à tarif fixe.
Dans les années 1980, l'informatisation du système téléphonique permettait d'acheminer automatiquement au moyen d'une base de données les appels vers les numéros de téléphone sans frais Linkline 0800 de British Telecom et les numéros de téléphone sans frais 1-800 d'AT & T tout en recueillant, pour chaque appel, des informations détaillées pour sa facturation. Ce réseau intelligent a été perfectionné pour offrir la transférabilité des numéros sans frais (en) dans les années 1990.

### Problèmes techniques
Jusqu'au début des années 1980, une personne appelée pouvait immédiatement reconnaître un appel interurbain entrant par son sifflement ou sa plus faible intensité, en raison de la perte de signal inhérente et de l'introduction du bruit. Le déploiement de technologies numériques telles que la modulation d'impulsion codée et les circuits T-carrier dans les années 1970 et 1980 a permis aux appels interurbains d'ateindre la qualité vocale élevée des appels locaux.
L'amélioration de la technologie de commutation, le déploiement de la fibre optique à haute capacité et l'augmentation de la concurrence ont considérablement réduit les tarifs interurbains à la fin du XXe siècle. Avec l'avènement de technologie comme Skype et Facetime sur Internet, la distinction entre communications locales et interurbaines s'estompe. Les notions de distance et de frontière s'estompent également alors qu'un appel Internet des États-Unis à Pékin coûte moins cher qu'un appel national fixe de courte distance.

## Variations régionales
La définition d'appel local et appel interurbain (et la tarification correspondante) est en grande partie une construction réglementaire, selon laquelle chaque point situé à l'extérieur d'un territoire arbitraire est facturé à un tarif plus élevé. Les charges ne sont pas corrélées avec la distance ou la topologie du réseau ; par exemple, un appel entre deux personnes distantes de 75 km et connectées à des commutateur non adjacents peut être un appel local alors qu'un autre appel entre deux personnes distantes de quelques km et connectées à des commutateurs adjacents peut être un appel interurbain.

### Canada
Au Canada, les appels locaux à partir des téléphones fixes sont facturés à un taux uniforme mensuel, même dans les plus grandes villes (contrairement aux États-Unis, qui offrent des services facturés au volume dans quelques-uns des plus grands marchés). Les numéros de téléphone locaux ont été rallongés à sept chiffres dans tous les plus grands marchés en 1958 pour permettre l'utilisation de l'équipement à commutation directe de type américain (Montréal et Toronto avaient auparavant des appels locaux à six chiffres ; les petites collectivités utilisaient quatre ou cinq chiffres).
Les appels interurbains à partir des lignes fixes ont été ouverts à la concurrence au début des années 1990 et l'utilisation des revenus de l'interurbain pour subventionner le service local a été supprimée quelques années plus tard. Les abonnés au téléphone mobile ou les utilisateurs de téléphones payants ne peuvent pas choisir leur fournisseur de service interurbain, ce qui fait que les appels interurbains sont souvent plus chers sur ces services. L'utilisation de cartes téléphoniques prépayées permet de contourner cette limitation.